# 青稀シン
青稀 シン（あおき シン）は、日本の漫画家、イラストレーター。

## 主な作品

### 連載
- あねちゅう!（『月刊コミック@バンチ』、新潮社）
- 少女芸人トリオ ごるもあ（『ガンガンONLINE』、『ヤングガンガン』、スクウェア・エニックス）
- ねこぐるい（web漫画）[1]
- ねこぐるい美奈子さん（『となりのヤングジャンプ』）

### イラスト
- ANGEL+DIVE（作：十文字青『一迅社文庫』、一迅社）
- ANGEL+DIVE CODEX（作：十文字青『一迅社文庫』、一迅社）